# Wazirganj
Wazirganj là một thị xã và là một nagar panchayat của quận Budaun thuộc bang Uttar Pradesh, Ấn Độ.

## Địa lý
Wazirganj có vị trí 28°13′B 79°03′Đ / 28,22°B 79,05°Đ Nó có độ cao trung bình là 174 mét (570 feet).

## Nhân khẩu
Theo điều tra dân số năm 2001 của Ấn Độ, Wazirganj có dân số 17.452 người. Phái nam chiếm 54% tổng số dân và phái nữ chiếm 46%. Wazirganj có tỷ lệ 42% biết đọc biết viết, thấp hơn tỷ lệ trung bình toàn quốc là 59,5%: tỷ lệ cho phái nam là 51%, và tỷ lệ cho phái nữ là 32%. Tại Wazirganj, 19% dân số nhỏ hơn 6 tuổi.